# Lista över sportanläggningar i Kanada
Detta är en lista över sportarenor i Kanada.

## Efter kapacitet
Kanadas största arenor, rangordnade efter antalet sittplatser.
| Rankning | Arena                          | Stad          | Kapacitet i sittplatser | Underlag                 | Noteringar                               |
| -------- | ------------------------------ | ------------- | ----------------------- | ------------------------ | ---------------------------------------- |
| 1        | Stade Olympique                | Montréal      | 66 308                  | FieldTurf                | Taket är av kevlar                       |
| 2        | Commonwealth Stadium           | Edmonton      | 60 081                  | Naturligt gräs           | 400m friidrottsbana                      |
| 3        | BC Place                       | Vancouver     | 59 841                  | FieldTurf                | Teflon                                   |
| 4        | Rogers Centre                  | Toronto       | 53 506                  | FieldTurf                | Infällbart tak                           |
| 5        | McMahon Stadium                | Calgary       | 35 560                  | FieldTurf                |                                          |
| 6        | Ivor Wynne Stadium             | Hamilton      | 30 000                  | AstroPlay                |                                          |
| 7        | Canad Inns Stadium             | Winnipeg      | 29 503                  | AstroPlay                |                                          |
| 8        | Mosaic Stadium at Taylor Field | Regina        | 28 800                  | FieldTurf                |                                          |
| 9        | Frank Clair Stadium            | Ottawa        | 26 559                  | FieldTurf                | Under renovering                         |
| 10       | Stade Percival-Molson          | Montréal      | 20 202                  | FieldTurf                | 400m friidrottsbana, kanadensisk fotboll |
| 11       | BMO Field                      | Toronto       | 20 195                  | FieldTurf                |                                          |
| 12       | Stade Saputo                   | Montréal      | 13 034                  | Naturligt gräs           | fotboll                                  |
| 13       | Rexall Centre                  | Toronto       | 12 500                  | DecoTurf                 |                                          |
| 14       | Stade Uniprix                  | Montréal      | 11 437                  | DecoTurf                 | tennis                                   |
| 15       | Ottawa Baseball Stadium        | Ottawa        | 10 332                  | Naturligt gräs           |                                          |
| 16       | Richardson Memorial Stadium    | Kingston      | 10 258                  | Naturligt gräs           | 400m friidrottsbana                      |
| 17       | PEPS Le Stade Extérieur        | Québec (stad) | 10 200                  | FieldTurf                | 400m friidrottsbana                      |
| 18       | Telus Field                    | Edmonton      | 10 098                  | FieldTurf/naturligt gräs |                                          |
| 19       | King George V Park             | St. John's    | 10 000                  | FieldTurf                |                                          |

## Efter sport

### Kanadensisk fotboll
Detta är en ofullständig lista över kanadensiska fotbollsarenor rangordnade efter sittkapacitet. De flesta av landets kanadensiska fotbollsarenor med permanenta sittplatser med kapacitet på över 3 000 anges här. Observera att alla arenor inte används för endast kanadensisk fotboll. 
| Area                                                     | Sittplatser | Stad          | Provins          | Hemmalag                                              |
| -------------------------------------------------------- | ----------- | ------------- | ---------------- | ----------------------------------------------------- |
| Stade Olympique                                          | 66 308      | Montréal      | Québec           | Tillfällig hemmaarena för Alouettes de Montréal.      |
| Commonwealth Stadium                                     | 62 531      | Edmonton      | Alberta          | Edmonton Eskimos, Edmonton Wildcats                   |
| BC Place                                                 | 59 841      | Vancouver     | British Columbia | BC Lions                                              |
| Rogers Centre                                            | 53 506      | Toronto       | Ontario          | Toronto Argonauts                                     |
| McMahon Stadium                                          | 35 560      | Calgary       | Alberta          | Calgary Stampeders, Calgary Dinos, Calgary Colts      |
| Ivor Wynne Stadium                                       | 30 000      | Hamilton      | Ontario          | Hamilton Tiger-Cats                                   |
| Canad Inns Stadium                                       | 29 503      | Winnipeg      | Manitoba         | Winnipeg Blue Bombers, Winnipeg Rifles                |
| Mosaic Stadium at Taylor Field                           | 28 800      | Regina        | Saskatchewan     | Saskatchewan Roughriders, Regina Rams, Regina Thunder |
| Frank Clair Stadium                                      | 26 559      | Ottawa        | Ontario          | Ottawa Junior Riders, Ottawa Gee-Gees                 |
| Percival Molson Stadium                                  | 20 202      | Montréal      | Québec           | Alouettes de Montréal                                 |
| Richardson Memorial Stadium                              | 10 258      | Kingston      | Ontario          | Queen's Golden Gaels                                  |
| PEPS Le Stade Extérieur                                  | 10 200      | Québec (stad) | Québec           | Laval Rouge-et-Or                                     |
| Lamport Stadium                                          | 9 600       | Toronto       | Ontario          | Inget lag. Används för amerikansk fotboll.            |
| Stade Claude Robillard                                   | 9 500       | Montréal      | Québec           | lokala lag                                            |
| Huskies Stadium                                          | 9 000       | Halifax       | Nova Scotia      | Saint Mary's Huskies                                  |
| Stade de l'université de Sherbrooke                      | 8 000       | Sherbrooke    | Québec           | Sherbrooke Vert-et-Or                                 |
| TD Waterhouse Stadium                                    | 8 000       | London        | Ontario          | Western Ontario Mustangs, London Falcons              |
| Birchmount Stadium                                       | 6 000       | Toronto       | Ontario          | Toronto Thunder                                       |
| University Stadium (Waterloo) aka Knight-Newbrough Field | 6 000       | Waterloo      | Ontario          | Wilfrid Laurier University                            |
| Ronald V. Joyce Stadium                                  | 6 000       | Hamilton      | Ontario          | McMaster Marauders                                    |
| Apple Bowl                                               | 5 700       | Kelowna       | British Columbia | Okanagan Sun                                          |
| Swangard Stadium                                         | 5 288       | Burnaby       | British Columbia | Simon Fraser Clan, Vancouver Trojans                  |
| Alumni Stadium                                           | 5 100       | Guelph        | Ontario          | Guelph Gryphons                                       |
| Stade CEPSUM                                             | 5 100       | Montréal      | Québec           | Carabins de Montréal                                  |
| Canada Games Stadium                                     | 5 000       | Saint John    | New Brunswick    | lokala lag                                            |
| University Stadium                                       | 5 000       | Winnipeg      | Manitoba         | Manitoba Bisons                                       |
| Varsity Centre                                           | 5 000       | Toronto       | Ontario          | Toronto Varsity Blues                                 |
| Centennial Stadium                                       | 5 000       | Victoria      | British Columbia | lokala lag                                            |
| Griffiths Stadium                                        | 4 997       | Saskatoon     | Saskatchewan     | Saskatchewan Huskies                                  |
| Percy Perry Stadium                                      | 4 265       | Coquitlam     | British Columbia | Tidigare hemmaarena för Tri-City Bulldogs.            |
| Royal Athletic Park                                      | 4 247       | Victoria      | British Columbia | Victoria Rebels                                       |
| Concordia Stadium                                        | 4 000       | Montréal      | Québec           | Concordia Stingers                                    |
| Stade municipal                                          | 4 000       | Sherbrooke    | Québec           | lokala lag                                            |
| Rotary Stadium                                           | 4 000       | Abbotsford    | British Columbia | Abbotsford Air Force                                  |
| Oland Centre                                             | 4 000       | Antigonish    | Nova Scotia      | St. Francis Xavier X-Men                              |
| Gordie Howe Bowl                                         | 3 954       | Saskatoon     | Saskatchewan     | Saskatoon Hilltops                                    |
| Centennial Park Stadium                                  | 3 500       | Etobicoke     | Ontario          | Serbian White Eagles                                  |
| Fort William Stadium                                     | 3 500       | Thunder Bay   | Ontario          | Märkt för fotboll.                                    |
| Foote Field                                              | 3 500       | Edmonton      | Alberta          | Alberta Golden Bears                                  |
| Thunderbird Stadium                                      | 3 500       | Vancouver     | British Columbia | UBC Thunderbirds                                      |
| Stade Berthiaume-du-Tremblay                             | 3 500       | Laval         | Québec           | lokala lag                                            |
| Centennial Stadium at The Aud                            | 3 200       | Kitchener     | Ontario          | lokala lag                                            |
| Coulter Field                                            | 3 000       | Sherbrooke    | Québec           | Bishop's Gaiters                                      |
| Esther Shiner Stadium                                    | 3 000       | Toronto       | Ontario          | Metro Toronto Wildcats, York Simcoe Storm             |
| Keith Harris Stadium                                     | 3 000       | Ottawa        | Ontario          | Carleton Ravens, Ottawa Sooners                       |
| Raymond Field                                            | 3 000       | Wolfville     | Nova Scotia      | Acadia Axemen & Axewomen                              |
| Windsor Stadium                                          | 3 000       | Windsor       | Ontario          | Windsor AKO Fratmen                                   |
| MacAulay Field                                           | 2 500       | Sackville     | New Brunswick    | Mount Allison Mounties                                |
| Exhibition Stadium (Chilliwack)                          | 2 500       | Chilliwack    | British Columbia | Chilliwack Huskers                                    |
| York Stadium                                             | 2 000       | Toronto       | Ontario          | York Lions                                            |
| West District Sports Park                                | 2 000       | Spruce Grove  | Alberta          | Parkland Predators                                    |
| University of Windsor Stadium aka South Campus Stadium   | 2 000       | Windsor       | Ontario          | Windsor Lancers                                       |
| Hillside Stadium                                         | 2 000       | Kamloops      | British Columbia | Kamloops Broncos                                      |
| Essex High School Stadium                                | 2 000       | Windsor       | Ontario          | Essex Ravens                                          |
| Oshawa Civic Stadium                                     | 2 000       | Oshawa        | Ontario          | Oshawa Hawkeyes                                       |
| Barrie Metals Stadium                                    | 1 500       | Barrie        | Ontario          | Huronia Stallions                                     |
| Wayne Gretzky Sports Centre                              | 1 500       | Brantford     | Ontario          | Brantford Bisons                                      |
| Clarke Stadium                                           | 1 200       | Edmonton      | Alberta          | Edmonton Huskies                                      |
| Warrior Field                                            | 1 100       | Waterloo      | Ontario          | Waterloo Warriors                                     |
| Chincousy Park                                           | 1 000       | Brampton      | Ontario          | Brampton Bulldogs                                     |
| Queens Athletic Field                                    | 1 000       | Sudbury       | Ontario          | Sudbury Northerners                                   |
| Mississauga Valleys Field                                | 500         | Mississauga   | Ontario          | Mississagua Warriors                                  |
| Nepean Sportsplex                                        | ?           | Ottawa        | Ontario          | Ottawa Junior Riders                                  |

- South Surrey Athletic Park - Surrey, British Columbia - Big Kahuna Rams
- Caledonia Park - Nanaimo, British Columbia - Vancouver Island Raiders
- Burnaby Lake Sports Complex - Burnaby, British Columbia - Vancouver Trojans
- Millennium Sports Park - Orleans, Ontario - Cumberland Panthers
- Howard S. Billings High School Field - Châteauguay, Quebec - Châteauguay Raiders
- Parc Cartier - Laval, Québec - Laval Devils
- Stade Municipal de Joliette - Joliette, Québec - Joliette Pirates
- Centre Mulit-Sport du collège Français - Longueuil, Québec - South Shore Monarx
- Westwood Junior High School Park - Saint-Lazare, Québec - St. Lazare Stallions
- Rogers Field - Cambridge, Ontario - Cambridge Lions
- Etobicoke Collegiate Institute Field - Etobicoke, Ontario - Etobicoke Eagles
- Varsity Stadium, University of Guelph- Guelph, Ontario - Guelph Bears
- Nelson Stadium, Bronte Park - Oakville, Ontario - Halton Invictas
- Orilla Field - Barrie, Ontario - Huronia Stallions
- Norman Perry Park - Sarnia, Ontario - Lambton Lions, Sarnia Imperials
- Loyalist Collegiate and Vocational Institute Field - Kingston, Ontario - Limestone District Grenadiers
- West Park High School Field - St. Catharines, Ontario - Niagara Spears
- Minto Sportsplex - Nepean, Ontario - Ottawa Myers Riders
- Rocky Dipietro Field - Sault Ste. Marie, Ontario - Sault Ste. Marie Sabercats
- Sackville Hill Park Field - Hamilton, Ontario - Steel City Ironmen
- Macrae Fields, Beverly Community Centre - Hamilton, Ontario - Wentworth Panthers

### Fotboll
Detta är en ofullständig lista över kanadensiska fotbollsarenor efter kapacitet. Observera att alla arenor inte används för bara fotboll. 
| Arena                     | Kapacitet | Stad        | Provins                   | Hemmalag                                                                                            |
| ------------------------- | --------- | ----------- | ------------------------- | --------------------------------------------------------------------------------------------------- |
| Stade Olympique           | 65 255    | Montréal    | Québec                    | Tidigare hemmaarena för Manic de Montréal, matcher på Sommar-OS 1976, och U20-VM i herrfotboll 2007 |
| Commonwealth Stadium      | 60 081    | Edmonton    | Alberta                   | några landslagsmatcher                                                                              |
| BC Place                  | 59 841    | Vancouver   | British Columbia          | Vancouver Whitecaps FC                                                                              |
| Rogers Centre             | 53 506    | Toronto     | Ontario                   | Kanadas landslag spelar enstaka matcher                                                             |
| McMahon Stadium           | 35 650    | Calgary     | Alberta                   | Tidigare hemmaarena för Calgary Boomers och Calgary Mustangs                                        |
| Ivor Wynne Stadium        | 30 000    | Hamilton    | Ontario                   | lokala matcher                                                                                      |
| Frank Clair Stadium       | 26 559    | Ottawa      | Ontario                   | U20-VM i herrfotboll 2007                                                                           |
| Molson Stadium            | 20 202    | Montréal    | Québec                    | McGill Redmen                                                                                       |
| BMO Field                 | 20 195    | Toronto     | Ontario                   | Toronto FC, Kanadas herrlandslag i fotboll                                                          |
| Stade Saputo              | 13 000    | Montréal    | Québec                    | Impact de Montréal, landslaget spelar några matcher                                                 |
| King George V Park        | 10 000    | St. John's  | Newfoundland and Labrador | Memorial Sea-Hawks                                                                                  |
| Lamport Stadium           | 9 600     | Toronto     | Ontario                   | Portugal FC och TFC Academy                                                                         |
| Complexe Claude-Robillard | 9 500     | Montréal    | Québec                    | lokala lag                                                                                          |
| Royal Athletic Park       | 9 247     | Victoria    | British Columbia          | Victoria United                                                                                     |
| TD Waterhouse Stadium     | 8 000     | London      | Ontario                   | Western Ontario Mustangs                                                                            |
| Swangard Stadium          | 6 868     | Burnaby     | British Columbia          | Vancouver Whitecaps                                                                                 |
| Birchmount Stadium        | 6 000     | Toronto     | Ontario                   | lokala amatörlag                                                                                    |
| Apple Bowl                | 5 700     | Kelowna     | British Columbia          | Okanagan Challenge                                                                                  |
| Brian Timmis Stadium      | 5 000     | Hamilton    | Ontario                   | Hamilton Avalanche                                                                                  |
| Canada Games Stadium      | 5 000     | Saint John  | New Brunswick             | UNBSJ Seawolves                                                                                     |
| Centennial Stadium        | 5 000     | Victoria    | British Columbia          | Victoria Vikes                                                                                      |
| Monarch Park Stadium      | 5 000     | Toronto     | Ontario                   | Skollag i Toronto                                                                                   |
| University Stadium        | 5 000     | Winnipeg    | Manitoba                  | Manitoba Bisons                                                                                     |
| Varsity Centre            | 5 000     | Toronto     | Ontario                   | Varsity Blues                                                                                       |
| Griffiths Stadium         | 4 997     | Saskatoon   | Saskatchewan              | Saskatchewan Huskies                                                                                |
| Percy Perry Stadium       | 4 264     | Coquitlam   | British Columbia          | Coquitlam Metro-Ford SC Xtreme                                                                      |
| Concordia Stadium         | 4 000     | Montréal    | Québec                    | Concordia Stingers                                                                                  |
| Stade municipal           | 4 000     | Sherbrooke  | Québec                    | lokala lag                                                                                          |
| Centennial Park Stadium   | 3 500     | Etobicoke   | Ontario                   | Toronto Lynx, Serbian White Eagles, Toronto Supra Portuguese                                        |
| Fort William Stadium      | 3 500     | Thunder Bay | Ontario                   | Thunder Bay Chill                                                                                   |
| Foote Field               | 3 500     | Edmonton    | Alberta                   | Alberta Golden Bears                                                                                |
| Thunderbird Stadium       | 3 500     | Vancouver   | British Columbia          | UBC Thunderbirds, Vancouver Thunderbirds                                                            |
| Esther Shiner Stadium     | 3 000     | Toronto     | Ontario                   | North York Astros                                                                                   |
| Keith Harris Stadium      | 3 000     | Ottawa      | Ontario                   | Carleton Ravens, Ottawa Fury                                                                        |
| Raymond Field             | 3 000     | Wolfville   | Nova Scotia               | Acadia Axemen & Axewomen                                                                            |
| Windsor Stadium           | 3 000     | Windsor     | Ontario                   | Border Stars                                                                                        |
| Hillside Stadium          | 2 000     | Kamloops    | British Columbia          | Kamloops Excel, Thompson Rivers WolfPack                                                            |
| Wickwire Field            | 2 000     | Halifax     | Nova Scotia               | Dalhousie Tigers                                                                                    |
| Cove Road Stadium         | 1 000     | London      | Ontario                   | London City                                                                                         |

- Community Savings Place - Lethbridge, Alberta
- Richardson Memorial Stadium - Kingston, Ontario
- Saskatoon Soccer Centre - Saskatoon, Saskatchewan
- The Soccer Centre - Vaughan, Ontario

### Baseboll
| Arena                                     | Kapaciter | Stad           | Provins                   | Hemmalag                |
| ----------------------------------------- | --------- | -------------- | ------------------------- | ----------------------- |
| Rogers Centre                             | 49 539    | Toronto        | Ontario                   | Toronto Blue Jays       |
| Stade Olympique                           | 43 739    | Montréal       | Québec                    |                         |
| Ottawa Baseball Stadium                   | 10 332    | Ottawa         | Ontario                   | Ottawa Fat Cats         |
| Telus Field                               | 10 098    | Edmonton       | Alberta                   | Edmonton Capitals       |
| Royal Athletic Park                       | 9 247     | Victoria       | British Columbia          | Victoria Seals          |
| Canwest Park                              | 7 481     | Winnipeg       | Manitoba                  | Winnipeg Goldeyes       |
| Nat Bailey Stadium                        | 6 500     | Vancouver      | British Columbia          | Vancouver Canadians     |
| Foothills Stadium                         | 6 000     | Calgary        | Alberta                   | Calgary Vipers          |
| Labatt Park                               | 5 200     | London         | Ontario                   | London Majors           |
| Monarch Park Stadium                      | 5 000     | Toronto        | Ontario                   |                         |
| St. Patrick's Park                        | 5 000     | St. Johns      | Newfoundland and Labrador |                         |
| Stade Municipal de Québec                 | 4 500     | Québec         | Québec                    | Capitales de Québec     |
| Stade Municipal                           | 4 500     | Trois-Rivières | Québec                    |                         |
| Port Arthur Stadium                       | 3 031     | Thunder Bay    | Ontario                   | Thunder Bay Border Cats |
| Athletic Park                             | 3 000     | Medicine Hat   | Saskatchewan              | Medicine Hat Mavericks  |
| Spitz Stadium                             | 3 000     | Lethbridge     | Alberta                   | Lethbridge Bulls        |
| Bernie Arbour Memorial Stadium            | 3 000     | Hamilton       | Ontario                   | Hamilton Thunderbirds   |
| Welland Stadium                           | 2 500     | Welland        | Ontario                   |                         |
| Community Park                            | 2 500     | St. Catharines | Ontario                   |                         |
| Arnold Anderson Stadium at Cockshutt Park | 2 000     | Brantford      | Ontario                   | Brantford Red Sox       |
| Barrie Metals Stadium                     | 1 500     | Barrie         | Ontario                   | Barrie Baycats          |
| Jack Couch Stadium                        | 1 400     | Kitchener      | Ontario                   | Kitchener Panthers      |
| Kinsmen Stadium                           | 500       | Oshawa         | Ontario                   | Oshawa Dodgers          |
| National Stadium                          | 110       | Stratford      | Ontario                   | Stratford Nationals     |

- Christie Pits - Toronto, Ontario
- Norm Aldridge Field - London, Ontario
- Hastings Stadium - Guelph, Ontario

### Historiska arenor
- Clarke Stadium - Edmonton, Alberta
- Empire Stadium - Vancouver, British Columbia
- Exhibition Stadium - Toronto, Ontario
- Stade Parc Jarry - Montréal, Québec
- Rosedale Field - Toronto, Ontario
- Varsity Stadium - Toronto, Ontario
- Hamilton Amateur Athletic Association Grounds - Hamilton, Ontario
- Stade Delorimier - Montréal, Québec
- Autostade - Montréal, Québec
- Osborne Stadium - Winnipeg, Manitoba
- Diamond Park - Edmonton, Alberta
- Hanlan's Point Stadium - Toronto, Ontario
- John Ducey Park - Edmonton, Alberta
- Parc Labatt (Montréal) - Montréal, Québec
- Maple Leaf Stadium - Toronto, Ontario
- Sunlight Park - Toronto, Ontario

### Tennis
- Rexall Centre - Toronto
- Stade Uniprix - Montréal

### Rugby
- Centennial Stadium - Victoria, British Columbia
- Thunderbird Stadium - University Endowment Lands, British Columbia
- Commonwealth Stadium - Edmonton, Alberta
- Rotary Stadium - Abbotsford, British Columbia
- Swangard Stadium - Burnaby, British Columbia
- Swilers Rugby Park - St. John's, Newfoundland and Labrador
- Twin Elm Rugby Park - Ottawa, Ontario
- Fletcher's Fields - Markham, Ontario
- Keith Harris Stadium - Ottawa, Ontario
- University Stadium (Waterloo) - Waterloo, Ontario